# Comuna Borîsivka, Prîmorsk
Borîsivka (în ucraineană Борисівка) este o comună în raionul Prîmorsk, regiunea Zaporijjea, Ucraina, formată din satele Azov, Borîsivka (reședința) și Lozanivka.

## Demografie
Componența lingvistică a comunei Borîsivka
     Ucraineană (87,4%)
     Rusă (12,1%)
     Alte limbi (0,5%)
Conform recensământului din 2001, majoritatea populației comunei Borîsivka era vorbitoare de ucraineană (87,4%), existând în minoritate și vorbitori de rusă (12,1%).